# За нашу и вашу свободу

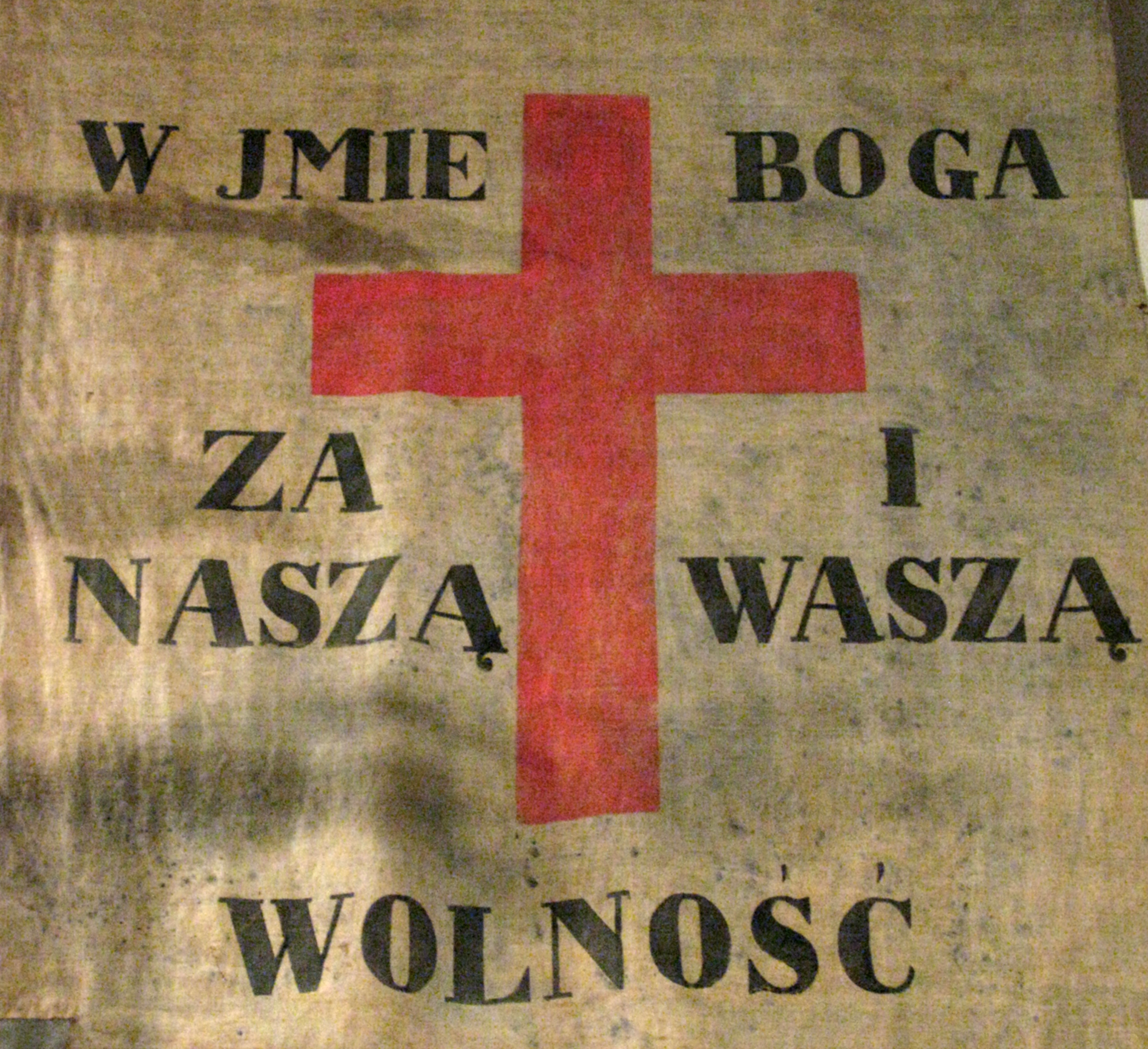
Штандарт 1831 года

За нашу и вашу свободу (пол. Za naszą i waszą wolność) — один из неофициальных девизов Польши. Впервые девиз появился на патриотической демонстрации в поддержку декабристов, состоявшейся в Варшаве 25 января 1831 года. Предполагается, что автором девиза был Иоахим Лелевель. Со временем девиз стал более кратким; оригинальный девиз звучал как «Во имя Бога, за нашу и вашу вольность» (W imię Boga za Naszą i Waszą Wolność).

## История
Во время Ноябрьского восстания девиз выписывали на штандартах с двух сторон на польском и русском языках, со знаком красного креста на белом полотне. Двуязычность девиза подчеркивала, что восстание направлено не против русских людей, а только против царя. При этом авторы лозунга использовали в русском варианте прямую транскрипцию с польского языка слова «свобода» как «вольность». Штандарт 1831 года хранится в коллекции Музея Войска Польского в Варшаве.
К этому девизу польские солдаты также обращались во времена Второй мировой войны.
Во времена Польской Народной Республики существовала также одноимённая государственная медаль, которой награждались польские добровольцы, участники испанской Гражданской войны, воевавшие в составе Батальона имени Ярослава Домбровского.
Лозунг использовался советскими диссидентами в варианте «За вашу и нашу свободу». В частности, он был развернут во время демонстрации 25 августа 1968 года на Красной площади против ввода войск в Чехословакию, а также на митингах в поддержку Украины после Евромайдана и начала российско-украинской войны.

## Галерея

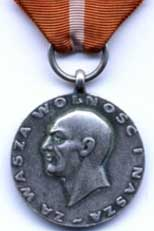
Медаль «За нашу и вашу свободу»
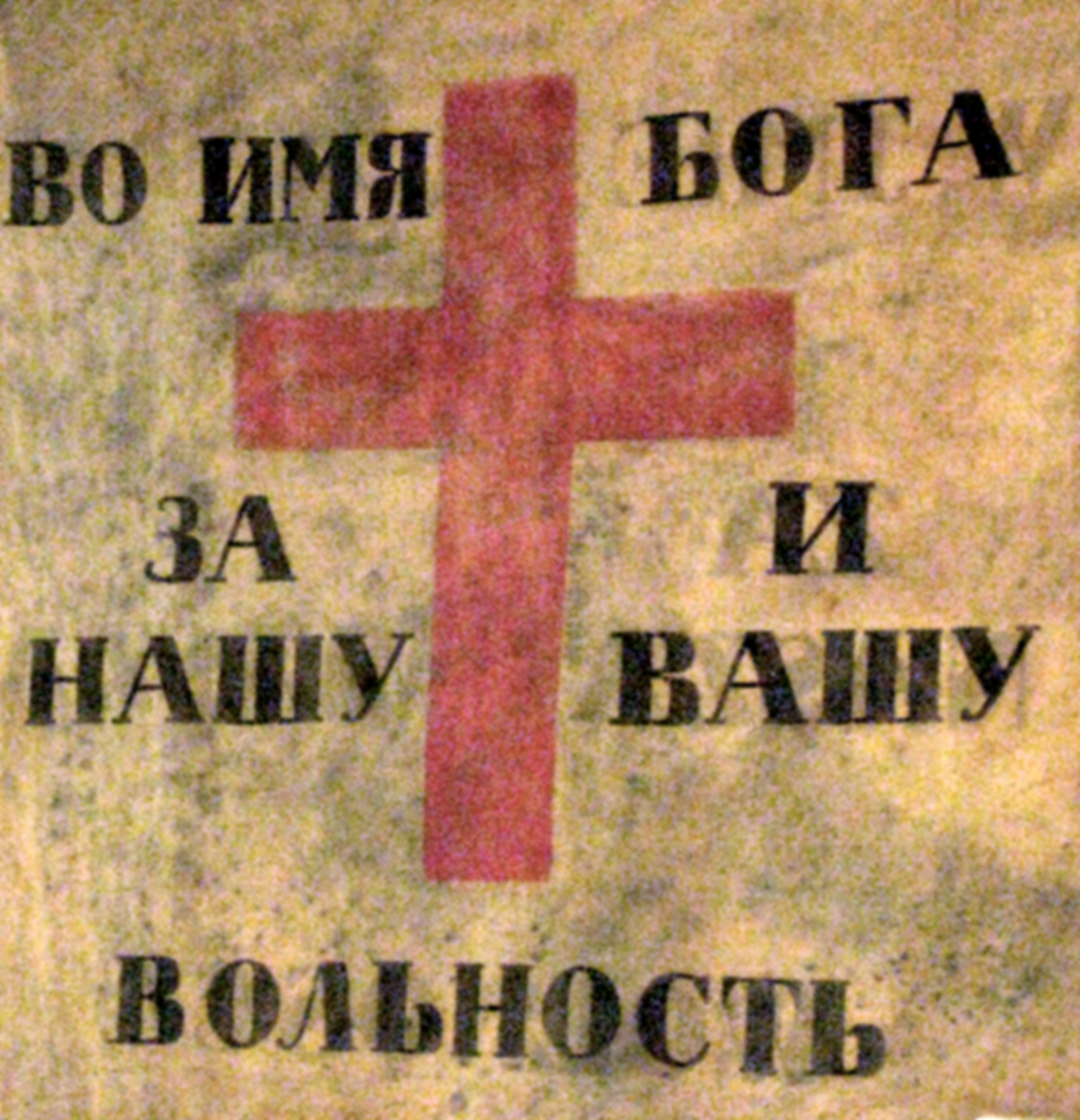
Штандарт восстания 1831 года с надписью на русском языке
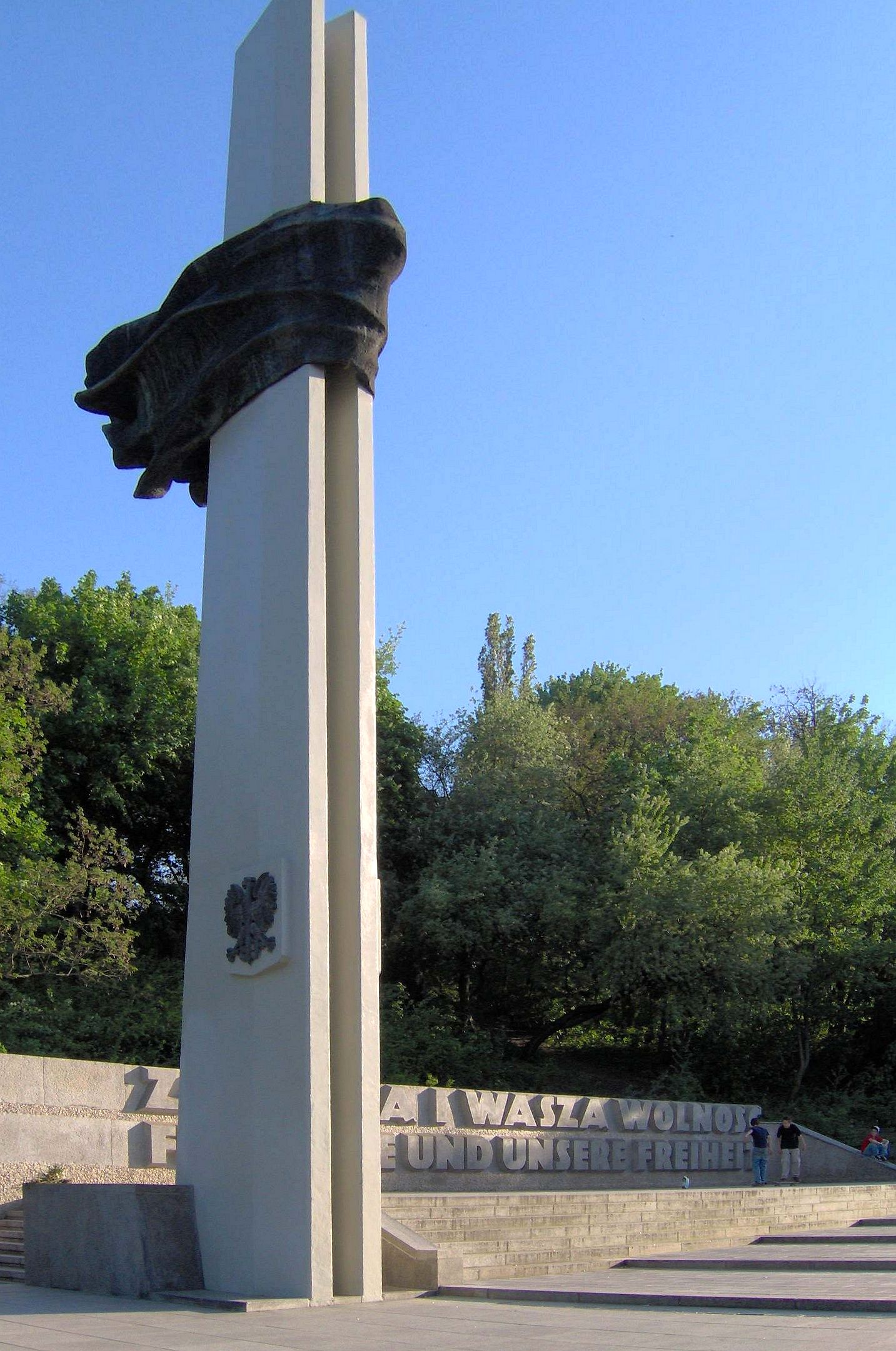
Мемориал польским солдатам в Берлине
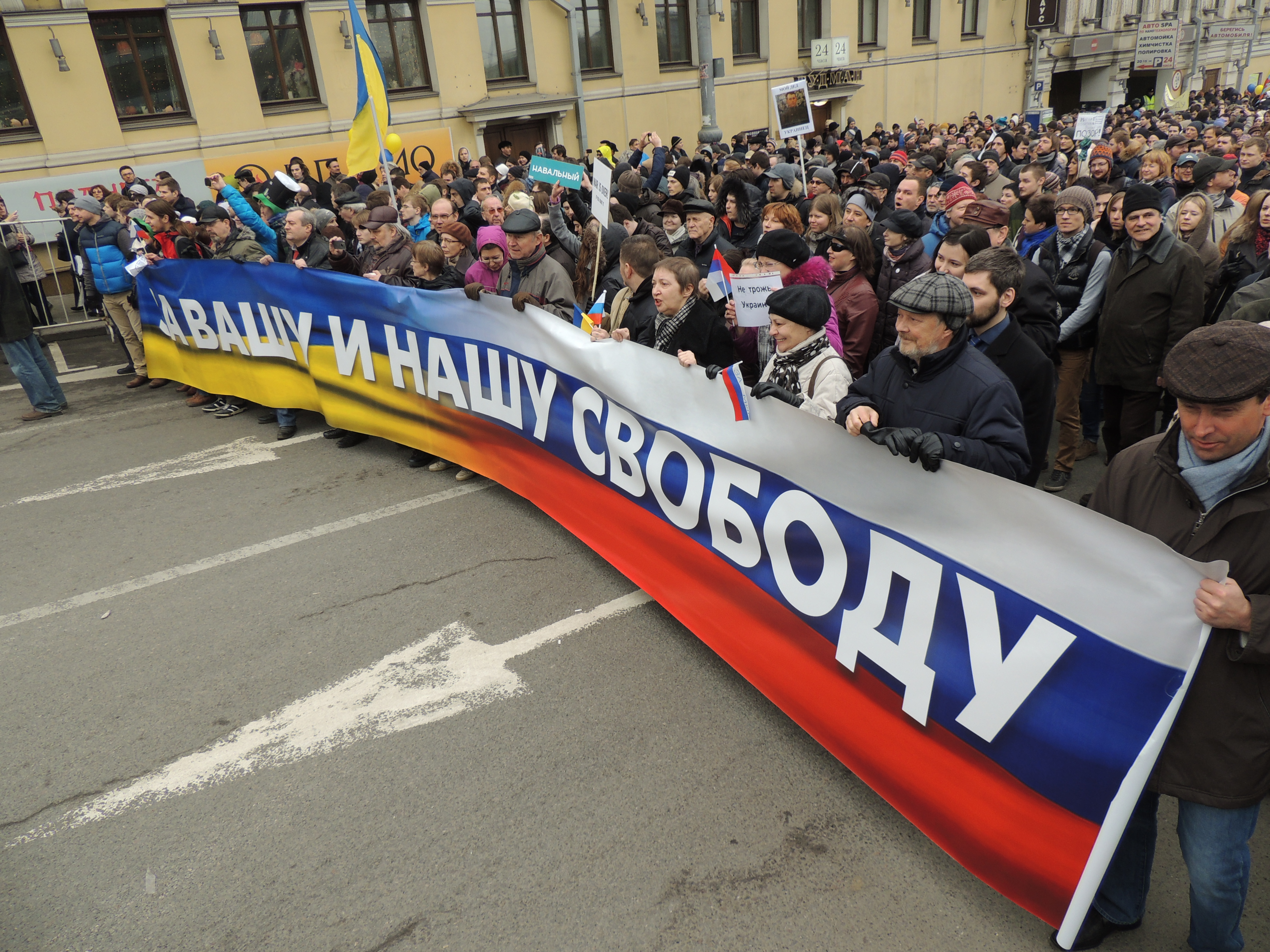
«Марш мира» 15 марта 2014 года, Москва